# Кирибати на Светском првенству у атлетици у дворани 2012.
Кирибати су учествовали на Светском првенству у атлетици у дворани 2012. одржаном у Истанбулу од 9. до 11. марта трећи пут. Репрезентацију Кирибата представљала су два такмичара (1 мушкарац и 1 жена), који су се такмичили у трци на 60 метара.
Кирибати нису освојиле ниједну медаљу али су оба такмичара остварили лични рекорд.

## Учесници
| Мушкарци: - Ноа Такоа — 60 м | Жене: - Tio Elita — 60 м |  |

## Резултати

### Мушкарци
| Атлетичар | Дисциплина | Лични рекорд | Квалификација | Квалификација | Полуфинале           | Полуфинале           | Финале               | Финале       | Детаљи |
| Атлетичар | Дисциплина | Лични рекорд | Резултат      | Место         | Резултат             | Место                | Резултат             | Место        | Детаљи |
| --------- | ---------- | ------------ | ------------- | ------------- | -------------------- | -------------------- | -------------------- | ------------ | ------ |
| Ноа Такоа | 60 м       |              | 7,57 ЛР       | 6. у гр. 3    | Није се квалификовао | Није се квалификовао | Није се квалификовао | 53 / 57 (61) |        |

### Жене
| Атлетичарка | Дисциплина | Лични рекорд | Квалификација | Квалификација | Полуфинале            | Полуфинале            | Финале                | Финале       | Детаљи |
| Атлетичарка | Дисциплина | Лични рекорд | Резултат      | Место         | Резултат              | Место                 | Резултат              | Место        | Детаљи |
| ----------- | ---------- | ------------ | ------------- | ------------- | --------------------- | --------------------- | --------------------- | ------------ | ------ |
| Tio Elita   | 60 м       |              | 9,14 ЛР       | 7. у гр. 7    | Није се квалификовала | Није се квалификовала | Није се квалификовала | 61 / 62 (64) |        |